# 許書華
許書華（1984年2月13日—），醫師、教育部部定助理教授、作家、主持人、播客創作者，2023年獲中華民國十大傑出青年，曾任輔大醫院智慧科學體重管理中心主任、家醫科醫師，現任書心健康管理診所院長。

## 簡歷
2020年，許書華因拍攝2019冠状病毒病防疫廣告爆紅，登上批踢踢表特版，被稱為美女醫師、防疫女神。後常於談話性節目《健康2.0》、《健康好生活》等擔任來賓。2021年底將歷年創作的來兩性議題文章集結出書，   2018年畢業於國立台灣大學公共衛生碩士學位學程，2022年畢業於輔仁大學商學研究所博士班（主修醫院管理）。2023年獲中華民國十大傑出青年（兒童性別及人權關懷類），同年12月離開輔大醫院自行創立健康管理診所。2025年1月任《健康晚點名》主持人

### 個人生活
許書華與骨科醫師徐得愷結婚，兩人育有一子一女，共同興趣為玩《英雄联盟》手遊。

## 作品

### 主持
- 《健康兩點名》（2025年1月迄今）

### 書籍
- 《親愛的，妳還可以是妳自己：許書華醫師陪妳聊那些童話故事後的未完待續》（2021年12月出版）

## 外部連結
- 許書華醫師 陪妳寫日記的Facebook專頁
- Shu-Hua Hsu 許書華的Instagram帳戶